# Roger de Clinton
Roger de Clinton (auch Roger of Clinton) († um 16. April 1148 in Antiochia) war ein anglonormannischer Geistlicher. Ab 1129 war er Bischof von Coventry.

## Herkunft und Aufstieg zum Bischof von Chester
Roger de Clinton wurde möglicherweise in der Normandie auf den Gütern der Familie Clinton in Semilly, etwa sieben Kilometer östlich von Saint Lô geboren. Er war ein Neffe von Geoffrey of Clinton, einem Adligen, der als einer der sogenannten New Men unter König Heinrich I. aufstieg. Zu einem unbekannten Zeitpunkt wurde Clinton Archidiakon von Buckingham. Er besaß sicherlich eine gewisse Bildung, denn er gehörte 1139 zu einer Gesandtschaft, die König Stephan von Blois am Papsthof vertrat. Am 21. Dezember 1129 wurde er von Erzbischof William de Corbeil in Canterbury zum Priester und am folgenden Tag zum Bischof geweiht. Am 12. Januar 1230 wurde er in Coventry als Bischof inthronisiert.

## Bischof von Chester
Roger erwies sich als begabter Verwalter seiner Diözese und als Förderer der religiösen Orden. Wohl am 8. August 1135 gründete er Buildwas Abbey, dazu erneuerte er die Stiftung der Kollegiatkirche St Chad's in Shrewsbury, die er mit weiteren Besitzungen versah. Die Kanonikerstellen sah er für die Versorgung von verdienten Beamten seiner Diözese vor. Dazu kümmerte er sich um verschiedene Gemeinschaften von Eremiten, die im königlichen Forst von Cannock in Staffordshire lebten. Es gelang ihm, diese Gemeinschaften in die Benediktinerinnenklöster Blithbury, Farewell, Pollesworth und Black Ladies Priory in Brewood sowie in das Zisterzienserkloster Red Moor umzuwandeln. Red Moor wurde später nach Stoneleigh verlegt. Wohl berechtigterweise gilt er auch als Neugründer der Kathedrale von Lichfield. Nachweislich erfolgten während seiner Amtszeit größere Baumaßnahmen an der Kathedrale. Nach dem Vorbild der Kathedrale von Rouen erhöhte er die Anzahl der Kanonikerstellen an der Kathedrale und richtete die Ämter des Dekans und des Schatzmeisters ein. Dies soll entweder nach seinem Rombesuch 1139 geschehen sein oder 1143, als Coventry infolge der Kämpfe während der Anarchie stark befestigt wurde, weshalb Clinton den Bistumssitz nach Lichfield verlegte. Durch die zunehmenden Wallfahrten zum Schrein des heiligen Chad in der Kathedrale blühte Lichfield als Marktort auf. Während Clintons Amtszeit entstand südlich des Minster Pool ein neuer Stadtteil, dem er den Status eines Boroughs verlieh. Dazu gründete er wahrscheinlich das Hospital of St John the Baptist in der Stadt. 
Politisch spielte Clinton während der Regierung von König Stephan und in dem langwährenden Thronfolgekrieg nur eine geringe Rolle. Vermutlich sympathisierte er mit Stephans Gegnerin Matilda, wobei er mit dem König nicht offen brach. Dieser erließ zwei Urkunden zugunsten der Diözese Chester. In der zweiten Urkunde wurde Clinton die Kirche von Wolverhampton übergeben, was später jedoch als Fehler widerrufen wurde. Während der Anarchie wurde Clinton vorgeworfen, Besitzungen der Diözese zu Unrecht als Lehen an Ritter vergeben zu haben. Vermutlich deshalb machte er von 1143 bis 1144 zusammen mit Bischof Nigel von Ely auf Anordnung des päpstlichen Legaten Heinrich von Blois eine zweite Romreise. Papst Lucius II. bestätigte dabei am 4. Mai 1144 die Privilegien seiner Diözese.

## Teilnahme am Zweiten Kreuzzug und Tod
Warum Clinton sich 1147 dem Zweiten Kreuzzug anschloss, ist unbekannt. Er gehörte wohl zu den englischen und normannischen Kreuzfahrern, die sich unter Führung von Bischof Arnulf von Lisieux Anfang Juli 1147 in Worms dem Heer des französischen Königs Ludwig VII. anschlossen. Am 19. März 1148 erreichte das Heer Sankt Simeon. Von dort geleitete sie Fürst Raimund nach Antiochia. Noch bevor das Heer im Juni 1148 weiterziehen konnte, starb Clinton. Er wurde vermutlich in Antiochia begraben.

## Bewertung
Roger de Clinton wurde lange von Historikern negativ bewertet. Dazu trug die Behauptung der zeitgenössischen Chronik Gesta Regis Stephani bei, dass er ein eher kriegerischer Bischof war, der während eines Kreuzzugs starb. Vor allem wurde ihm aber vorgeworfen, seine Ernennung zum Bischof von König Heinrich I. gegen die Summe von 3000 Mark (£ 2000) gekauft zu haben. Da diese enorm hohe Summe mindestens dem Zehnfachen der Jahreseinkünfte des Bischofs von Chester entsprach, ist diese Behauptung zweifelhaft. Zudem war Simonie unter Heinrich I. eher unüblich. Wahrscheinlich gehörte die Behauptung mit zu den Vorwürfen, die gegen Rogers Onkel Geoffrey de Clinton erhoben wurden, als dieser 1130 zeitweise des Verrats bezichtigt wurde. Clintons Zurückhaltung während des Thronfolgekriegs und die Förderung der Klöster durch ihn zeigen ein anderes Bild des Bischofs, der in politisch unruhigen Zeiten ein guter Verwalter seiner Diözese war.